# Sammy McIlroy
Samuel Baxter McIlroy (Belfast, 2 de agosto de 1954) é um ex-jogador e atualmente treinador de futebol norte-irlandês.

## Carreira
Samuel McIlroy fez parte do elenco da Seleção Norte-Irlandesa de Futebol na Copa do Mundo de 1982 e 1986.